# توشيكازو كاتو (لاعب كرة قدم)
توشيكازو كاتو (باليابانية: 加藤 寿一) (22 أبريل 1969 في شيزوكا في اليابان – )؛ هو لاعب كرة قدم سابق كان يلعب كحارس مرمى.

## وصلات خارجية
- توشيكازو كاتو (1969) على موقع عالم كرة القدم.نت (الإنجليزية)